# Limbanus omani
Limbanus omani är en insektsart som beskrevs av Ball 1936. Limbanus omani ingår i släktet Limbanus och familjen dvärgstritar. Inga underarter finns listade i Catalogue of Life.